# Shin Seung-chan
Shin Seung-chan (6 de dezembro de 1994) é uma jogadora de badminton sul-coreana, medalhista olímpica e especialista em duplas.

## Carreira
Shin Seung-chan representou seu país nos Jogos Olímpicos de Verão de 2012 conquistando a medalha de bronze, nas duplas femininas ao lado de Jung Kyung-eun.